# Rinorea convallarioides
Rinorea convallarioides är en violväxtart. Rinorea convallarioides ingår i släktet Rinorea och familjen violväxter.

## Underarter
Arten delas in i följande underarter:
- R. c. convallarioides
- R. c. marsabitensis
- R. c. occidentalis